# 学府大道东站
学府大道东站位于中华人民共和国江西省南昌市红谷滩区卫东街道丰和南大道与和新维翰路之间，是南昌地铁2号线的地铁车站，车站已于2017年8月18日和2号线首通段一同启用。

## 车站结构
站厅在地下一层，站台在地下二层为岛式站台。

### 楼层
| 1层  | 地面               | 出入口                         |  |  |
| -1层 | 站厅               | 自动售票机、客服中心           |  |  |
| -2层 |                    | █ 2号线 往南路（翠苑路）       |  |  |
|      | 岛式站台，左侧开门 |                                |  |  |
|      |                    | █ 2号线 往南昌东站（前湖大道） |  |  |

### 出入口
本站共开放4个出入口。
| 编号                   | 指示           | 图片 | 建议前往的目的地                              |
| ---------------------- | -------------- | ---- | --------------------------------------------- |
| 出口 · 1L              | 丰和南大道东侧 |      | 世茂APM                                       |
| 出口 · 2L              | 丰和南大道东侧 |      | 学府大道、世茂APM、红谷南大道、江西省展演中心 |
| 出口 · 3L · 升降机标志 | 丰和南大道西侧 |      | 学府大道、南昌大学第二附属医院                |
| 出口 · 4L              | 丰和南大道西侧 |      | 新维翰路、中央香榭                            |
| 註： 設有              |                |      |                                               |

## 历史
- 2010年4月8日南昌市轨道交通二号线一期工程环境影响评价第二次公示，公布了《南昌市轨道交通二号线一期工程环境影响报告书（简本）》文件中本站名为学府大道站[4][5]。
- 2011年12月14日2号线一期21个站名公示时本站名为学府大道东站，位于丰和南大道与学府大道交叉口的景观河南侧[1]。
- 2012年2月9日2号线站名确认，本站名为没有做任何变动[6]。